# Jordan Hicks
Jordan Hicks (Colorado Springs, 27 giugno 1992) è un giocatore di football americano statunitense che milita nel ruolo di linebacker per i Cleveland Browns della National Football League (NFL).

## Carriera

### Philadelphia Eagles
Dopo avere giocato al college a football a Texas, Hicks fu scelto nel corso del terzo giro (84º assoluto) del Draft NFL 2015 dai Philadelphia Eagles. Debuttò come professionista subentrando nella gara del primo turno contro gli Atlanta Falcons. Sette giorni dopo mise a segno il suo primo sack contro i Dallas Cowboys mentre nel terzo turno fece registrare il primo intercetto ai danni di Ryan Fitzpatrick dei New York Jets nella sua prima gara come titolare.
Nella settimana 9, Hicks intercettò un passaggio di Matt Cassel dei Dallas Cowboys, ritornandolo per 67 yard in touchdown. Quella fu l'ultima partita della sua stagione da rookie a causa di un infortunio a un muscolo del petto. La sua prima annata si chiuse con 50 tackle, un sack e due intercetti in otto presenze, di cui cinque come titolare.
Nella sua seconda stagione, Hicks divenne stabilmente titolare, terminando con 85 tackle, 5 intercetti e un sack.

### Arizona Cardinals
Nel 2019 Hicks firmò con gli Arizona Cardinals, chiudendo la stagione al terzo posto della NFL con 150 tackle.
Nel 13º turno della stagione 2021 Hicks fu premiato come difensore della NFC della settimana grazie a 13 tackle e 2 sack nella vittoria sui Chicago Bears.

### Minnesota Vikings
Il 15 marzo 2022 Hickes firmò un contratto biennale con i Minnesota Vikings.
Nel sesto turno della stagione 2023 Hicks fu premiato come miglior difensore della NFC della settimana dopo avere messo a referto 10 placcaggi, un intercetto e ritornato un fumble per 42 yard nel touchdown della vittoria contro i Chicago Bears.

### Cleveland Browns
Il 13 marzo 2024 Hicks firmò un contratto biennale dei Cleveland Browns.

## Palmarès

### Franchigia
- Super Bowl : 1

Philadelphia Eagles: LII
- National Football Conference Championship: 1

Philadelphia Eagles: 2017

### Individuale
- Difensore della NFC della settimana: 2

13ª del 2021, 6ª del 2023
- High School Butkus Award - 2009